# Asaka-Ovdan

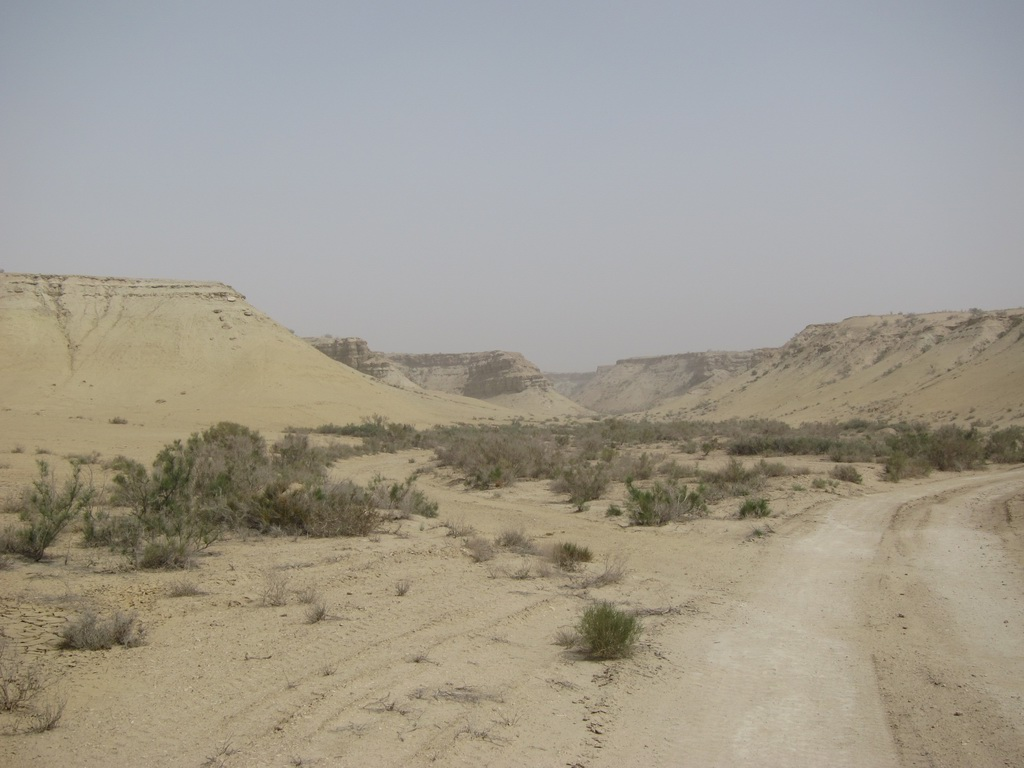
Asaka-Ovdan

Asaka-Ovdan (Assake-Audan; uzb.: Asaka-Ovdan botigʻi; ros.: впадина Ассаке-Аудан, wpadina Assakie-Audan; kaz.: Ассеке-аудан ойысы) – zapadlisko w południowej części płaskowyżu Ustiurt, w zachodnim Uzbekistanie (Karakałpacja) i Kazachstanie. Rozciąga się na długości do 150 km i szerokości do 85 km. Nie wznosi się powyżej 100 m n.p.m. Dawniej było wypełnione wodami słonawego jeziora plioceńskiego. Centralna część obniżenia (długość 95 km, szerokość 35 km) leżąca poniżej 50 m n.p.m. stanowiła w okresie późnego czwartorzędu część słodkowodnego Jeziora Sarykamyskiego zasilanego wodami Amu-darii. Brzegi i dno zapadliska zbudowane są z glin węglanowych, margli i wapieni sarmackich zalegających na utworach gipsonośnych z okresu środkowego miocenu. W krajobrazie dominują pustynie żwirowo-gliniaste, gliniaste i słone.